# 보아비스타시

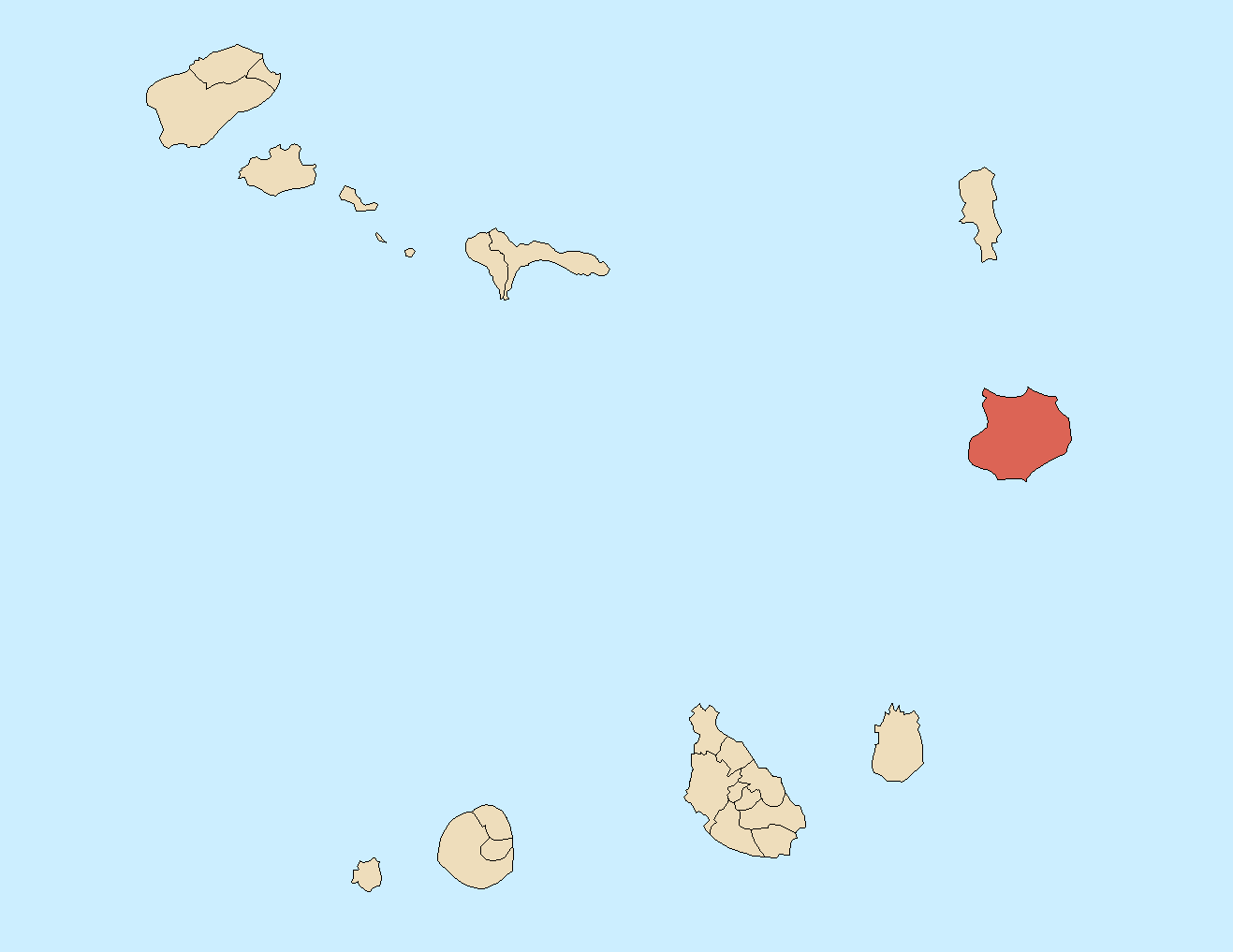
보아비스타시의 위치

보아비스타시(포르투갈어: Boa Vista)는 카보베르데를 구성하는 22개 지방 자치체 가운데 하나로 보아비스타섬에 위치한다. 행정 중심지는 살헤이이며 면적은 631.1km2, 인구는 8,698명(2010년 기준)이다. 2개 교구(산타이자벨(Santa Isabel) 교구, 상주앙바프티스타(São João Baptista) 교구)를 관할한다.